# Интерлеукин 17A
Интерлеукин 17A је протеин који је код људи кодиран IL17A геном.
Протеин кодиран овим геном је проинфламаторни цитокин произведен активираним Т ћелијама. Овај цитокин регулише активности НФ-капаБ и митоген активираних протеин киназа. Овај цитокин може да стимулише изражавање ИЛ-6 и циклооксигеназе-2 (PTGS2/COX-2), као и да појача продукцију нитрик оксида (NO). Високи нивои овог цитокина су асоцирани са неколико хроничних инфламаторних обољења укључујући реуматоидни артритис, псоријазу и мултиплу склерозу.